# Ilmarinen (entreprise)
Ilmarinen oy ou  Compagnie d'assurance mutuelle de retraite Ilmarinen (finnois : Keskinäinen Eläkevakuutusyhtiö Ilmarinen) est une caisse de retraite fondée en 1961 en Finlande.
En 2018, Ilmarinen couvre la retraite d'environ 1,1 million de personnes.

## Présentation
Ilmarinen est une société mutuelle appartenant à ses clients, à savoir ses souscripteurs et ses employés assurés par la société. 
Ilmarinen est la plus grande société de retraite liée aux revenus de Finlande et la dixième société de Finlande.
Ilmarinen assure la retraite d'environ 625 000 employés et plus de 74 000 entrepreneurs. 
Les versements de retraites représentent environ 5,7 milliards d’euros par an. 
Au 31 décembre 2018, 687 personnes travaillent au siège d'Ilmarinen à Ruoholahti.
La société a été élue pendant plusieurs années consécutives parmi les meilleurs employeurs de Finlande.